# Луца
Луца (рум. Luța) — село у повіті Брашов в Румунії. Входить до складу комуни Беклян.
Село розташоване на відстані 177 км на північний захід від Бухареста, 56 км на захід від Брашова, 148 км на південний схід від Клуж-Напоки.

## Населення
За даними перепису населення 2002 року у селі проживали 84 особи, усі — румуни. Усі жителі села рідною мовою назвали румунську.